# Pet Soccer
Pet Soccer – gra komputerowa wyprodukowana i wydana przez firmę Techland. Polskie i światowe wydanie tej gry przypadło na 18 czerwca 2002 r.

## Opis gry
Gra stworzona specjalnie dla najmłodszych, ale i zarazem kolejna z serii Pet.... Gra posiada trójwymiarową grafikę wprowadzającą nas w „klimat” kreskówek.
Pet Soccer, jak już sama nazwa wskazuje, nawiązuje do gier piłkarskich, jednak odbiega ona od znanych nam gier tego typu. W grze dostępne jest 12 drużyn, każdą z nich reprezentuje inne zwierzę (możemy grać kurczakami, żabami, żółwiami, robotami [wyjątek], panterami, rekinami, misiami polarnymi, bykami, gorylami, dinozaurami, lwami, żyrafami). Każda z drużyn posiada własny, oryginalny stadion i tak grając kurczakami jesteśmy obecni na farmie, gdzie w tle widać budynek gospodarczy i traktor, jeśli wybierzemy żaby wokół naszego boiska obecny będzie staw, grając robotami nasze boisko będzie zlokalizowane na innej planecie, pantery, żyrafy i lwy mają dosyć podobną scenerie boiska, jest nim safari. Drużyna dinozaurów przeniesie nas w czasy prehistoryczne, gdzie wokół będzie gęsty las, a w tle będziemy mogli zauważyć szkielet dużego dinozaura. Misie polarne grają w iście, tylko sobie sprzyjających warunkach, czyli w lodowej krainie, w tle znajduje się bałwan i iglo. Drużyna rekinów na miejsce swojego boiska wybrała plażę, team goryli gra w dżungli, żółwie grają na pustyni, zaś byki grają na łące.
Na boisku żab czasami może trochę pokropić deszcz,  w terenie byków tak jak u żab, a na miejscu boiska misi polarnych często pada śnieg. Rzadkie opady deszczu mogą wystąpić u goryli oraz u dinozaurów.
Gra została urozmaicona wieloma śmiesznymi komentarzami komentatora, którym jest... papuga. Rozbawić nas mogą także przedziwne nazwy drużyn, które nawiązują do teamów istniejących:
- Deportivo La Chickeno – kurczaki – nawiązanie do hiszpańskiej drużyny Deportivo La Coruña,
- Frogen Leverkusen – żaby – niemiecki Bayer Leverkusen,
- FC Turtelona – żółwie – hiszpańska FC Barcelona,
- AS Robots – roboty – włoska AS Roma,
- Ajax Panterdam – pantery – holenderski Ajax Amsterdam,
- Shalke Sharks – rekiny – niemiecka drużyna Schalke 04 Gelsenkirchen,
- Bearchester United – misie polarne – angielski Manchester United,
- Bullrusia Dortmund – byki – niemiecka Borussia Dortmund,
- Wisła Gorilakov – goryle – polska Wisła Kraków,
- Dynamo Tiranosaurus – dinozaury – ukraińskie Dynamo Kijów,
- Lyon Lions – lwy – francuski Olympique Lyon,
- Giraffinaikos – żyrafy – grecki Panathinaikos Ateny.

W każdej drużynie występuje kilku znanych nam dobrze (przynajmniej z brzmienia) zawodników. Mecz toczony jest także w bardzo specyficznych zasadach, nie obowiązują tu faule za wślizg, bramki są niekształtne, za dobrą grę możemy zostać wynagrodzeni specyficzną umiejętnością, np. dużą szybkością, ciągłością wielu dryblingów, silnym strzałem czy murem, który wyrośnie na jakiś czas na naszej bramce! Występują zmienne warunki pogodowe.
Do wyboru mamy cztery tryby gry: Unfriendly Match, UFETA CUP, Multiplayer oraz Special Match.